# Robert Gull
Robert Anders Gull, född 12 januari 1991 i Tyresö, är en svensk roadracingförare.
Gull vann svenska mästerskapen i 125-kubiksklassen 2007 and 2008 2007 körde han också Red Bull MotoGP Rookies Cup och kom 9:a med en tredjeplats på Sachsenring som främsta placering. Han gjorde sin VM-debut som wildcard i 125GP-klassen i TT Assen 2008 på en Derbi. Gull slutade på 27:e plats från att ha startat från plats 37 på startgridden. Gull har också noterat rekord i Guinness rekordbok som snabbaste bakhjulskörare på is.